# Станок (Могилёвская область)
Стано́к (бел. Стано́к) — посёлок в составе Лудчицкого сельсовета Быховского района Могилёвской области Республики Беларусь.

## Население
- 2010 год — 5 человек